# رادیم
رادیوم (Radium)، عنصری شیمیایی و رادیواکتیو در گروه فلزات قلیایی خاکی با عدد اتمی ۸۸ و نشان شیمیایی Ra و به رنگ سفید درخشان است. این عنصر سنگین‌ترین عنصر در این گروه است. از رادیوم به عنوان سوخت هسته‌ای نیز استفاده می‌شود. این عنصر جزو کشفیات ماری کوری و پیر کوری است. این ماده تشعشعات رادیواکتیو دارد.

## تاریخچه
این عنصر در سال ۱۸۹۵ توسط ماری کوری و پیر کوری کشف شد. ماری کوری تکه ای از فلز اورانیم را در لای کاغذ سفیدی گذاشته بود و سپس آن را بر روی نگاتیو فیلم نورندیده‌ای گذاشت و در فردای آن روز دید که نگاتیو فیلم انگار که نور دیده باشد سیاه شده‌است و فهمید که پرتوهایی از آن تکه اورانیم خارج شده‌اند و از کاغذ عبور کرده‌اند و باعث سیاه شدن نگاتیو شده‌اند. سپس در فردای آن روز همین کار را با یک سنگ پیچبلند انجام داد و در فردای آن روز نگاتیو با شدت بسیار بیشتری سیاه شد. در نتیجه او فهمید که عنصری بسیار رادیواکتیو تر از اورانیم و ناشناخته در آن سنگ وجود دارد. سپس آن دو با هم به جستجوی آن پرداختند و رادیوم را کشف کردند. پس از مدتی این عنصر به‌طور رسمی شناخته شد.

## تولد رادیوم

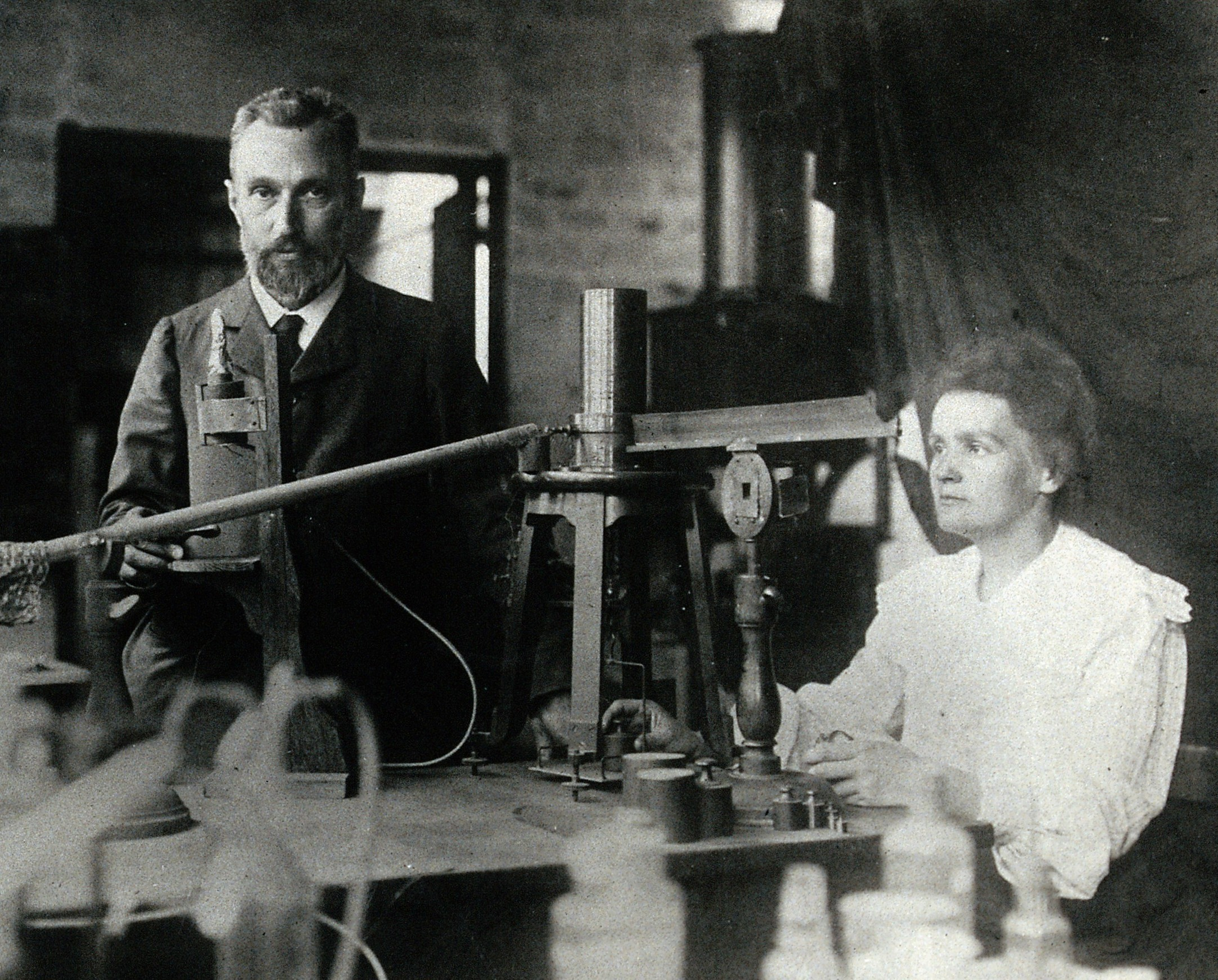

در ۲۶ دسامبر ۱۸۹۸ (۵ دی ماه ۱۲۷۷) اعضای آکادمی علوم پاریس، گزارشی تحت عنوان «دربارهٔ ماده شدیداً رادیواکتیوی که در پیچبلند وجود دارد» انتشار دادند و این روز تاریخ تولد رادیوم است. پیدایش رادیوم در میان عناصر رادیواکتیو طبیعی تقریباً به فوریت ثابت کرد که این عنصر مناسب‌ترین عنصر رادیواکتیو برای بسیاری از کارهاست. به‌زودی معلوم شد که نیمه‌عمر رادیوم نسبتاً زیاد است (~۱۶۰۰ سال). کشف رادیوم موجب دگرگونی‌های اساسی در دانش بشر دربارهٔ خواص و ساخت ماده شد و منجر به شناخت و دستیابی به انرژی اتمی شد.

## دستاورد کشف کوری
این واقعیت که پرتوهای رادیوم می‌توانند بافت‌های زنده اندام‌ها را از بین ببرند، به‌عنوان مهم‌ترین دستاورد کشف کوری‌ها مشخص گردید. پزشکان و پژوهشگران علوم پزشکی به زودی دریافتند که به کمک این عنصر می‌توانند تومورها و بافت‌های بدخیم را که در سرطان و همچنین بیماری‌های پوستی و غدد ترشحی بروز می‌کنند، از بین ببرند.